# Градець (Півка)
Градець (словен. Gradec) — поселення в общині Півка, Регіон Нотрансько-крашка, Словенія. Висота над рівнем моря: 575,1 м.